# Língua puri
A língua puri é uma língua pertencente ao tronco linguístico macro-jê. É falada pelos puris, um grupo indígena homônimo originário dos estados de São Paulo, Espírito Santo, Rio de Janeiro e o Sudeste do estado de Minas Gerais, no Brasil.

## Classificação
A língua pertence à família linguística puri, dentro do tronco linguístico macro-jê.

## Localização
Os quatro estados do Sudeste brasileiro. Seu território de tradicional corresponde a toda região banhada pela bacia hidrográfica do Rio Paraíba do Sul e áreas limítrofes das bacias dos rios Grande e Doce.

## Documentação
A língua Puri foi registrada pela primeira vez em 1797, pelo fazendeiro e militar português Henrique Vicente Louzada Magalhães (LEMOS, 2014). Os últimos registros de oralidade Puri antes do processo de retomada linguística são de 1885; realizados em locais e ocasiões diferentes, pelo engenheiro civil Alberto Torrezão e pelo etnólogo alemão Paul Ehrenreich. No período de quase um século que separa o primeiro registro dos dois últimos, a língua Puri também foi registrada pelo geólogo e minerador alemão Wilhelm Ludwig von Eschwege, pelo príncipe e etnólogo renano Maximilian de Wied-Neuwied, pelo botânico austríaco Heinrich Wilhelm Schott, pelo zoólogo francês Édouard Ménétriès, pelo naturalista alemão Georg Wilhelm Freyreiss, pelo botânico e médico bávaro Carl von Martius, pelo geógrafo veneziano Adrien Balbi, pelo botânico francês Auguste de Saint-Hilaire, pelo imperador brasileiro Dom Pedro II e pelo etnógrafo francês Philippe-Marius Rey (LEMOS, 2014). Existe ainda a notícia do envio ao Instituto Histórico e Geográfico Brasileiro (IHGB) de um catecismo Puri, produzido pelo padre brasileiro Francisco das Chagas Lima, na primeira década do século XIX, mas tal documento nunca foi encontrado (RIBEIRO, 2009).
Paralelamente ao eventual interesse de acadêmicos não-indígenas sobre a língua Puri, integrantes da própria etnia têm se mobilizado, desde o início do século XXI, para reverter o quadro de subordinação linguística resultante dos processos de expropriação de territórios indígenas e perseguição a essas culturas.
A primeira ação nesse sentido, ocorre na comunidade de Araponga, em Minas Gerais, no cenário da Dança de Caboclos. Também nomeada pelos Puri da região como “Folguedo dos Arrepiados”, em menção ao apelido que os Puri historicamente receberam no local, a dança representa a preparação de um guerreiro, expressando habilidade para a caça, luta e fuga. Ginico Lopes foi quem encabeçou a organização da dança por décadas, até sua morte em 1990. Seis anos depois, seu filho Jurandir assume o lugar que o pai deixara vago. A partir de uma canção que aprendera com o pai, Jurandir Puri produz uma versão dela para a língua Puri, utilizando registros de oralidade Puri, datados do século XIX, somados à sobrevivência de algumas palavras na oralidade local. Assim surge o canto Ho puri, ah lekah tschoreh (Ô puri, eu moro na mata). Alguns anos mais tarde, Jurandir acrescentou alguns versos em Puri a um canto ancestral registrado no século XIX, o Ho bugure itanaji (Inimigos Vencidos).
No Estado do Rio de Janeiro, é na Aldeia Maraká’nà que se inicia a retomada linguística Puri. Assim como ocorrido em Araponga, essa ação se dá primeiramente através dos cantos, na prática coletiva dos kanaremunde, resgatada entre os Puri na aldeia Maraká’nà. Primeiramente, através dos dois cantos na língua Puri trazidos da comunidade de Araponga até o aldeamento por Dauá Puri e, em seguida, os primeiros kanaremunde surgidos a partir da língua Puri: o Petara (Lua), apresentado aos Puri em 2011 por Tutushamum Puri, e o Ho thiuli opeh (Ô grande estrela sol), apresentado em 2012 aos Puri por Dauá Puri.
Em 2018 é formado o Projeto Txemim Puri - Grupo de Pesquisa Revitalização e ensino da língua Puri. Iniciativa autônoma desenvolvida entre Puris da Aldeia Maraká'nà que resultou na produção do 1° vocabulário de autoria Puri, o Vocabulário Kwaytikindo (língua Puri).
A retomada linguística Puri encontra-se em configuração e estágios distintos entre os grupos Puri existentes, seja na área urbana ou rural.

## Vocabulário da língua puri
No que diz respeito ao conhecimento acerca dos registros de sua língua, uma importante contribuição aos Puri se deu através de José Urutau Guajajara, linguista e cacique da aldeia Maraká’nà, que apresentou a eles La Família Linguística Coroado, trabalho de Čestmír Loukotka (1937). Além de análises linguísticas, o material contém um vocabulário que gira em torno de 950 palavras, entre termos Puri, Coroado e Koropó – a maioria deles trazendo de 2 a 4 variações, registradas por diferentes coletores. Loukotka (1937) reuniu registros de sete coletores, dentre eles, Torrezão (1889). A partir de Loukotka (1937), começa a se ampliar o vocabulário em uso pelos Puri. 
Por volta de 2013, a partir da compilação produzida pelo historiador Marcelo Lemos (2014), aproximadamente 112 novas palavras são introduzidas ao vocabulário em uso pelos Puri.
Em 2018 é produzido o 1° Vocabulário de autoria Puri: Kwaytikindo-Português – parte 1 de 2 (2018), pelo Grupo Txemim Puri.
O vocabulário reúne a apropriação de puris sobre os registros de oralidade de seu idioma datados dos séc XVIII e XIX, ocorrida a partir da vivência coletiva de puris na Uxô (aldeia) Maraká’nà, resultado de análises realizadas pelo projeto Txemim Puri e memórias da língua Puri, que resistiram em comunidades tradicionais Puri e também entre famílias Puri em meio urbano. 
Em 2021 é publicada a 2° edição do Vocabulário Puri Kwaytikindo pela Revista Brasileira de Línguas Indígenas.